# Ácido tiomálico
O ácido tiomálico é um ácido dicarboxílico semelhante ao ácido málico, em que em vez de uma hidroxila no carbono 2 tem-se um grupo -SH (tiol).

## Segurança
- Veneno por via intraperitoneal.
- Foi proposto como um antídoto para envenenamento por  metais pesados.
- Há relatos de dermatite alérgica em seres humanos.
- Quando aquecido a decomposição, ou em contato com vapores de ácido ou ácidos, emite gases tóxicos de SOx. Consulte também  MERCAPTANOS.

Xn: prejudiciais
Corrosivo c:
Declarações de risco sobre o ácido Mercaptosuccinic (70-49-5):
R22 Nocivo por ingestão.
R36/37/38 Irritante para os olhos, pele e sistema respiratório.
Instruções de segurança sobre o ácido Mercaptosuccinic (70-49-5):
S26 em caso de contacto com os olhos, lavar imediatamente com água em abundância e procure ajuda médica.
S36/37/39 usar suitable protective clothing, gloves and eye/face protection.

### Atenção:
1. Armazenamento: Manter em local fresco e seco. Manter o recipiente fechado quando não estiver em uso.
2. Manuseio: Lavar cuidadosamente depois da manipulação. Remover a roupa contaminada e lavar antes de reutilização. Evite o contacto com os olhos, pele e roupas. Evite a ingestão e inalação.